# Winklern (Gemeinde Treffen am Ossiacher See)
Winklern ist ein Dorf, eine Ortschaft und eine Katastralgemeinde in der Gemeinde Treffen am Ossiacher See mit 199 Einwohnern (Stand 1. Jänner 2024) im Bezirk Villach-Land in Kärnten, Österreich.

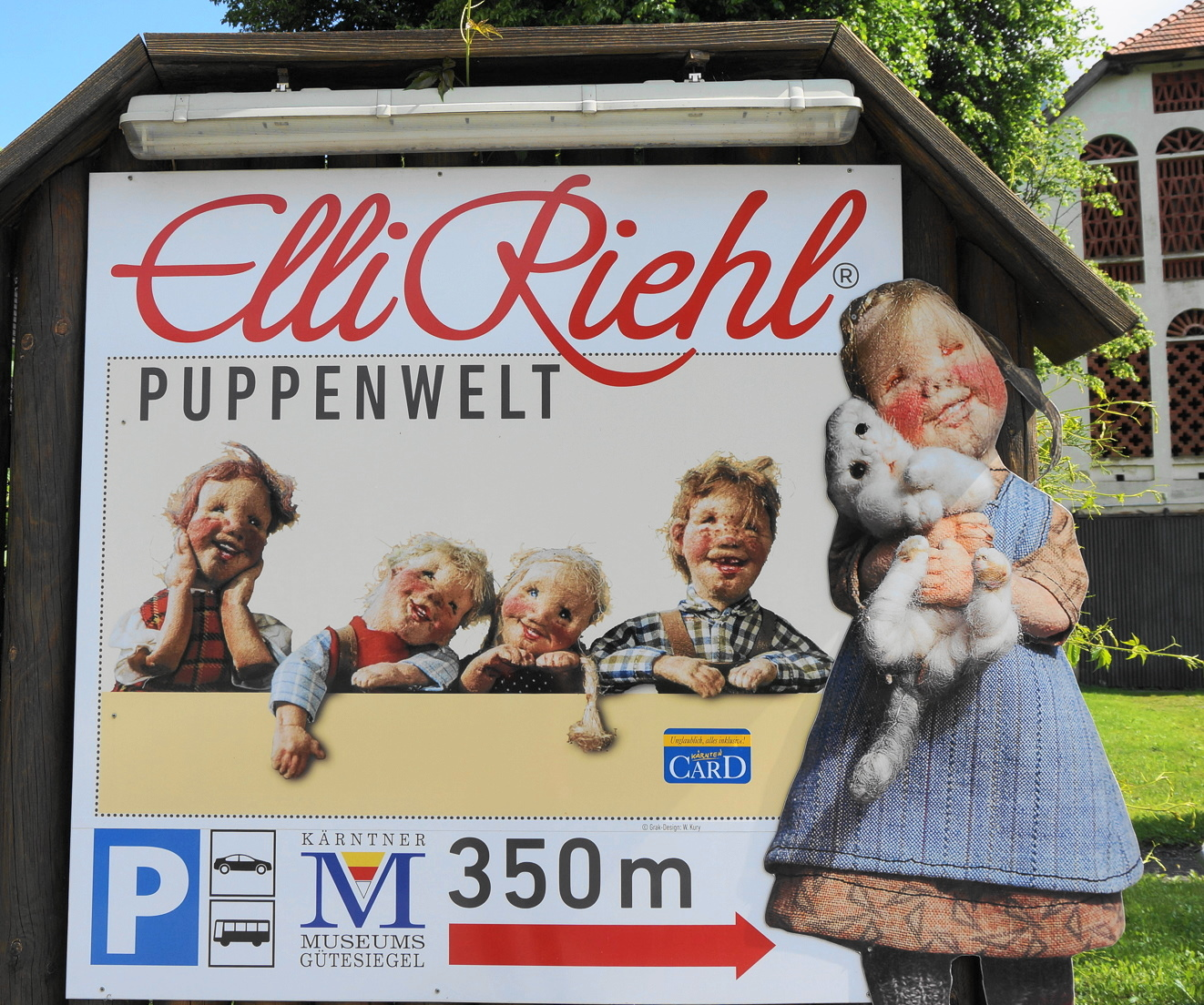
Elli Riehl Puppenwelt in Winklern

## Geographie

### Lage
Winklern ist rund 10 km von Villach entfernt.

### Nachbarortsteile
| Lötschenberg | Äußere Einöde                               | Buchholz |
|              | Kompassrose, die auf Nachbargemeinden zeigt | Pölling  |
| Retzen       | Köttwein                                    |          |

## Verkehr
Winklern liegt an der Millstätter Straße (B 98).

## Sehenswürdigkeiten
- Elli Riehl Puppenwelt, Elli Riehl gewidmetes Museum
- Pilzmuseum, Winklernerstraße 26, (Navi), Treffen am Ossiachersee
- https://www.pilzmuseum.at/galerie/